# Ripont
Ripont was een dorp gelegen in het noordwesten van het departement van de Marne (in de regio Grand Est) in Frankrijk.
Het werd tijdens de Eerste Wereldoorlog volledig vernield en na 1918 niet meer heropgebouwd. Thans is het een onderdeel van het militaire Camp de Suippes. Enkel de ruïnes zijn heden nog zichtbaar. Ripont ligt tussen Reims en Verdun, een streek die het gedurende de Groote Oorlog zwaar te verduren kreeg. In 1911 telde het dorp 84 inwoners. Het was destijds bekend als een bedevaartsoord, dat was gewijd aan de heilige Christoffel.
De gronden zelf werden toegevoegd aan de gemeente Rouvroy en kreeg de naam Rouvroy-Ripont.